# ニジュウヤホシテントウ

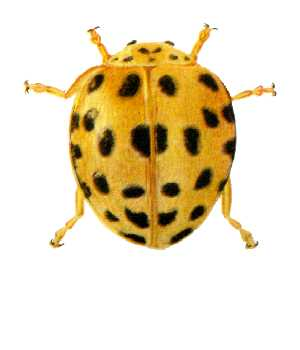
図版

ニジュウヤホシテントウ（Henosepilachna vigintioctopunctata、シノニム：Epilachna vigintioctopunctata、二十八星天道）はテントウムシ科に属する葉食性の昆虫の1種。ナス科の農業害虫として有名である。名前の通り、上翅に左右合計28の黒斑がある。

## 形態
各成長ステージともオオニジュウヤホシテントウに似るが、やや小型である。

### 成虫
背面の地色は黄褐色～赤褐色で、多数の黒斑を持ち、全体に灰褐色の軟毛が密生している。体長は6～7mmで、頭部は点刻が一面にあり、複眼だけが黒い。前胸背板には頭部より小さくて密な点刻があり、前縁が中央でくぼみ、両端が前に尖る。前胸背板中央と後端近くに小さい黒紋があり、これらはよくつながる。また両側面にも横並びに黒斑があり、これもつながることがある。小循板は赤褐色。前翅には黒斑が多い。斑紋の大きさには大小があるが、それらは前から横向きに3・4・3・3・1と列を成し、上翅会合線で左右の黒斑がくっつくことはない。腹面は中胸・後胸・腹部の第4節までが暗褐色をしている。

### 幼虫と蛹
幼虫は蛹化するまでに4齢を経る。老熟幼虫は、体長7～8㎜で背面が盛り上がった紡錘形であり、色は白色である。各節に乳白色の刺があり、先端は黒色となる。
蛹は黄白色に黄色の斑紋があり、尾端に幼虫の脱皮柄をつけている。

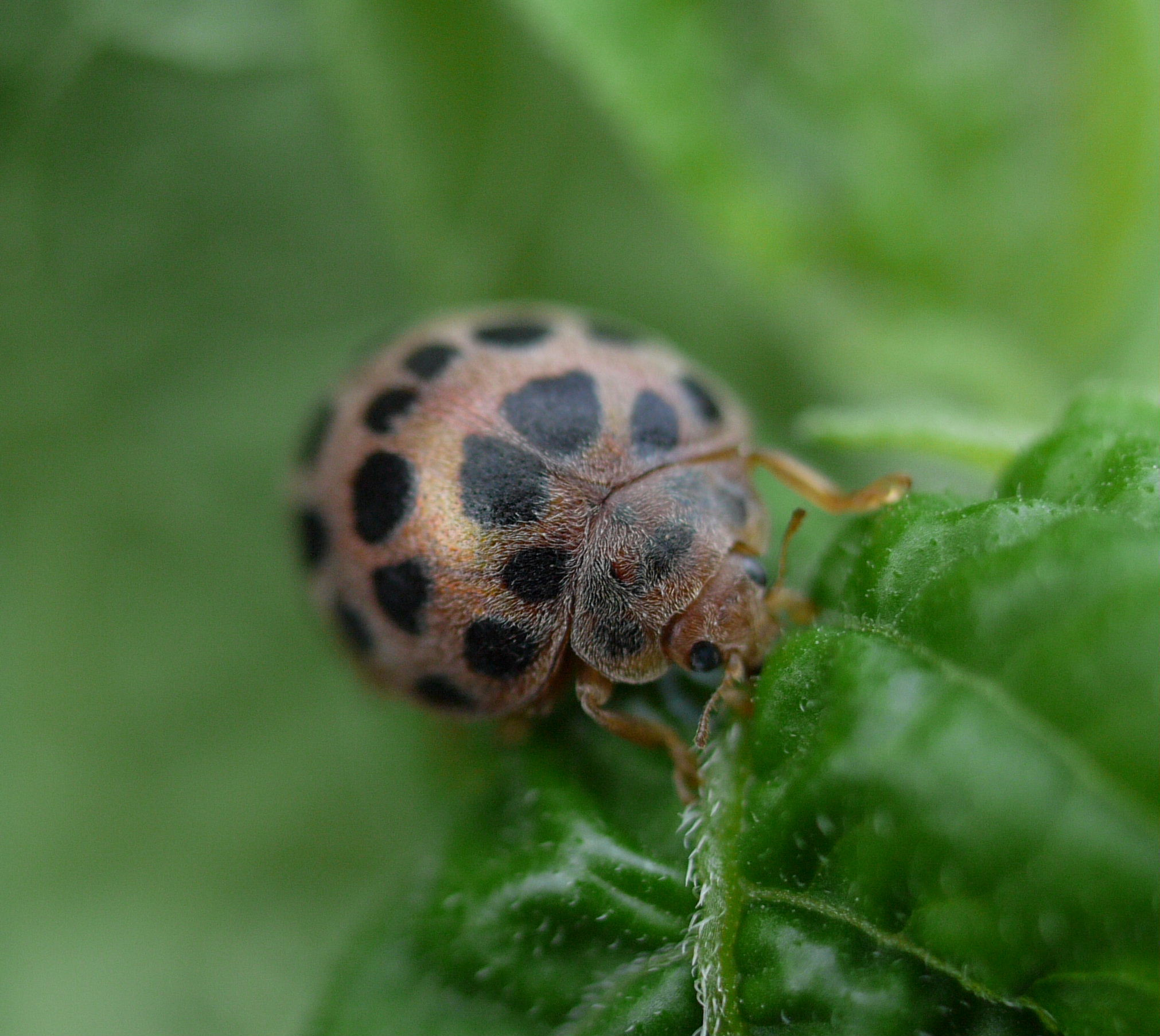
正面部分・表面に毛が多いのが分かる
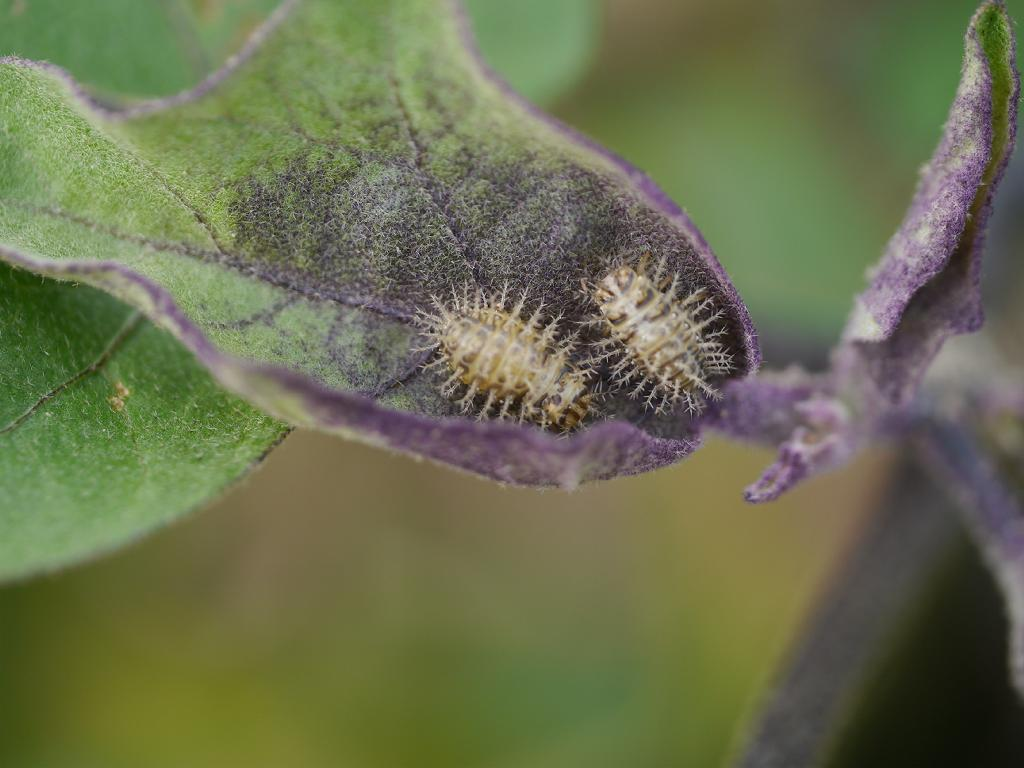
同・幼虫
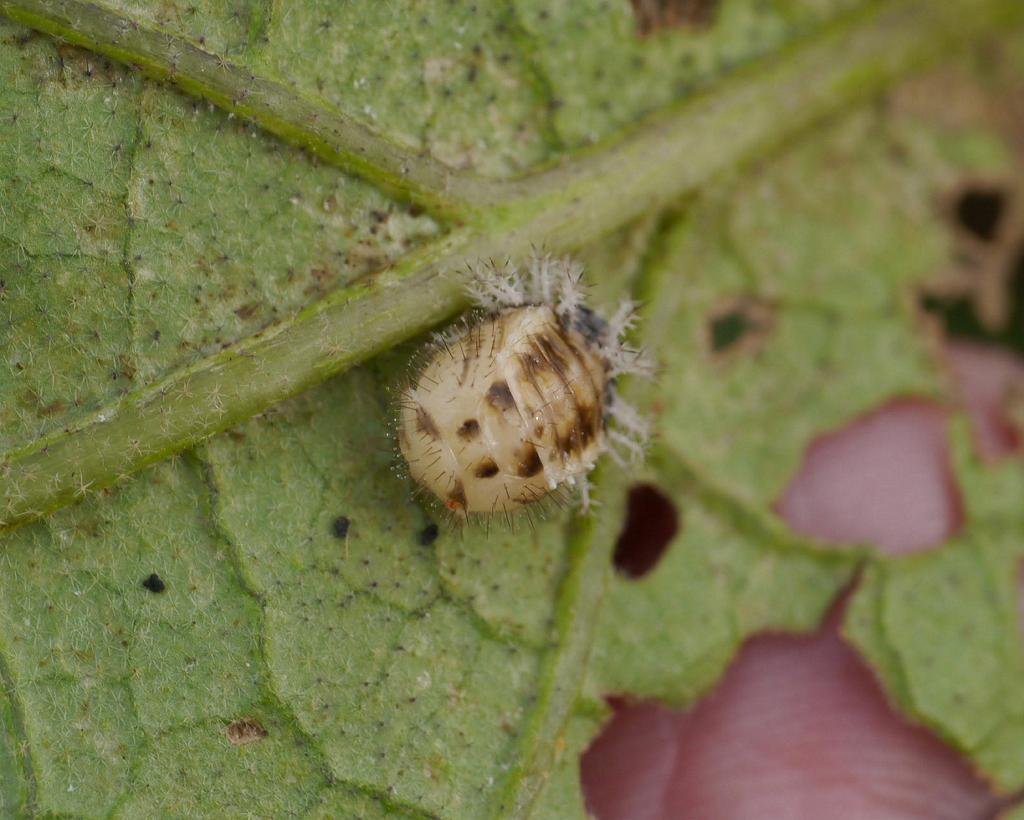
同・蛹

## 生態など
成虫も幼虫もナス科植物の葉を食べる。食べ方は独特で、葉裏から食って表の表皮を残し、太い横線を平行に並べたような独特の食痕を残す。これは、フォーク状の突起のある大顎で、葉の裏の表皮を破って葉肉の組織を口の中にすすり込むように摂食を行うためである。年に2-3回の世代を繰り返す。越冬態は成虫で、落葉や樹皮の下、時に人家の屋根裏などで越冬し、春の宿主植物の萌芽に集まり、食害する。この成虫は約40-50日程度生存し、その間に産卵する。
産卵は20-30個を一塊に産み、全体で1個体が500前後を産卵する。卵は長さ約1.5mm、細長い楕円形で濃い黄色をしており、互いに密着するような卵塊として宿主植物の葉裏に生み付けられる。幼虫は終齢で体長7-8mmになり、全体に紡錘形で背面が盛り上がっており、その背面には多数の樹状の突起が並んでいる。皮膚は白で、背面の突起も基部は白く、先端部だけが黒い。幼虫は1齢では集団で活動するが1齢末に分散し、個々に摂食するようになる。4齢が終齢で、それから脱皮して蛹になる。また孵化の際、先に孵化した幼虫が未孵化の卵を食べる。
卵の期間は7日、幼虫の期間は約30日、蛹の期間は7日である。5-6月頃になると越冬成虫と卵、幼虫、蛹、新成虫が入り混じって見られるようになる。第1世代の成虫は6月中旬から7月に、第2世代は7月下旬〜8月、第3世代は9月上旬〜10月に出現する。ただし成虫の生存期間が20-50日に達するため、常に各ステージのものが入り混じって見られる。10月下旬には成虫は食草を放れ、越冬場所に移動する。

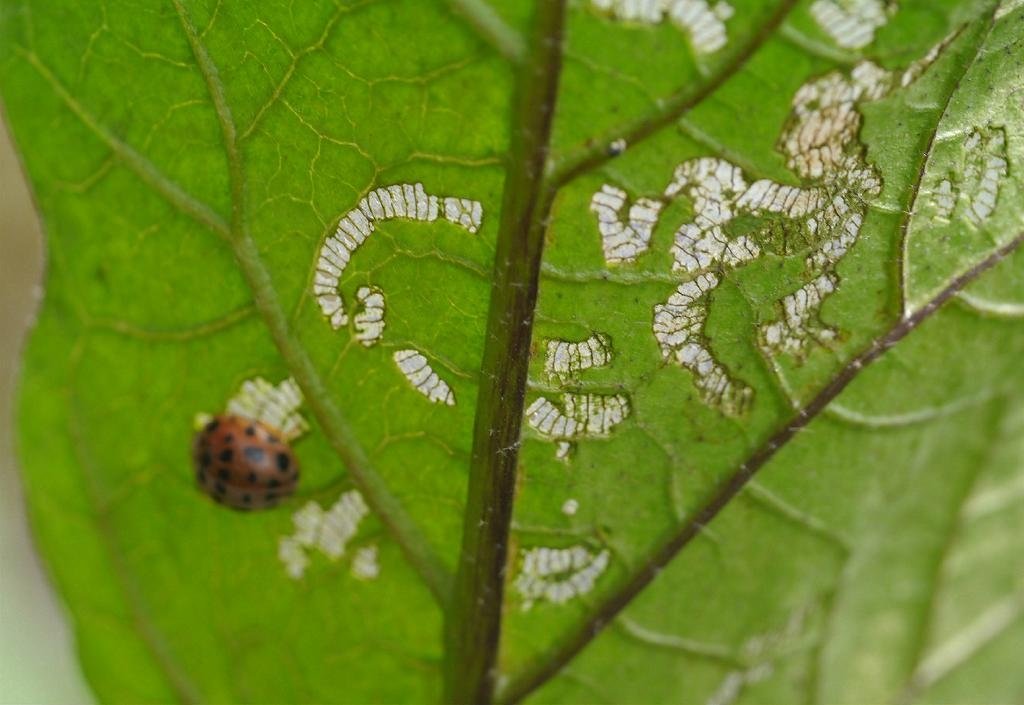
ナスの葉裏の成虫と食痕

## 分布
本州の温暖な地域からそれ以南の日本各地に分布し、中国、台湾、インドシナ、インド、ニューギニア、オーストラリアに分布する。本種の分布域は年平均気温14℃以上の地域である。なお近縁種のオオニジュウヤホシテントウはより北に見られ、関東地方などでは両種が混成している地域がある。

## 名称
種小名と標準和名はともに、上翅にある28の黒紋に由来する。vigintiocto-は「28の」、punctataは「点状の」という意味である。

### 別名
テントウムシ科の種は、本種を含むマダラテントウ族およびキイロテントウなどを含むカビクイテントウ類を除けば、すべて肉食であり、農業害虫のアブラムシやカイガラムシなどを食べる益虫として知られる。しかし、本種はむしろジャガイモなどの重要な農業害虫であることから、オオニジュウヤホシテントウと共にテントウムシダマシの名で呼ばれることがあり、過去には専門的な文献でさえこの名称が見られた。本種について、テントウムシだから益虫だろうと補殺しなかった結果、農作物に被害が出た例もある。ただし、テントウムシ上科にはテントウムシダマシ科Endomychidaeという分類群が全く別に存在することに注意が必要である。生物学的にはこの名前は推奨されない。

## 類似種
近縁のオオニジュウヤホシテントウ E. vigintioctomaculata は本種によく似ているがやや大きくて体長約7mm、卵塊は卵同士が接しない様に生み付けられ、幼虫では背面の樹状突起が全体に黒いこと、また年1化性である点などが異なっている。分布の面では北海道から九州に、本州では山陰地方や北陸、関東以北に見られ、他に中国からシベリアに分布する。
一方、東京西郊（三多摩地区ほぼ全域）や神奈川県、埼玉県南部、千葉県・静岡県・山梨県・長野県・岐阜県・愛知県のそれぞれ一部には、おそらくルイヨウマダラテントウ E. yasutomii の食性が変化（ルイヨウボタンからナス科へ）したものと考えられる、いわゆる「東京西郊型エピラクナ」が分布している。
オオニジュウヤホシテントウは、ヤマトアザミテントウ、エゾアザミテントウおよびルイヨウマダラテントウといった、類似した複数の近縁種とともに同胞種群を形成していて、種分化の研究の好材料であることが知られており、これらを分類同定することは困難を伴う。学名は黒沢他編著(1985)によった。これらオオニジュウヤホシテントウ群とニジュウヤホシテントウは識別が困難であるとして、一般向けの昆虫図鑑では「ニジュウヤホシテントウ類」としてひとまとめにしている例もある。

## 被害
ナス科の農作物に対する農業害虫として重要である。幼虫、成虫共に、上記のように葉裏から食べて独特の食痕を残す。近縁の別種であるオオニジュウヤホシテントウも同様の食痕を残すので両者の区別は難しいが、それ以外の害虫の食害とは容易に区別できる。
ジャガイモでは芽の出たところで成長のよい株に越冬成虫が飛来し、食害しつつ産卵を始める。それ以降は幼虫の食害も加わり、強い被害を受けた部分は枯死し、次第に被害は株全体に広がる。そのために成長遅延や塊茎の肥大阻害などの被害が出る。
ナスの場合、露地栽培では6-8月に被害が目立つようになり、発生が多いと生育の遅れや減収につながる。特に苗の幼いうちに被害を受けると影響が大きくなる。また果実が若いうちにその表面を加害される場合があり、その場合には商品価値がなくなる。他にホオズキも食害を受ける。トマト、ピーマンも加害されるが影響が出ることは比較的少ない。成虫がカボチャ、スイカ、ヤマノイモなどを加害したとの報告もあるが、問題になっていない。
なお、本種は野生のナス科植物、特に畑地周辺に普通な雑草のイヌホオズキ類やワルナスビ等でもよく繁殖する。そのため畑地周辺のこのような植物が害虫の補給源として働く面もある。